# 晋察冀边区爆炸英雄李混子制雷旧址
晋察冀边区爆炸英雄李混子制雷旧址，位于中国河北省石家庄市北李家庄村，为石家庄市新乐市的一个省级文物保护单位，类型为近现代文物，公布时间为2001年2月7日。
晋察冀边区爆炸英雄李混子制雷旧址的历史年代为1938—1946年。